# Wiesław Śniadecki
Wiesław Śniadecki, ps. „Vis”, „Wippel”, „Brochwicz” (ur. 18 kwietnia 1926 w Łodzi, zm. 10 listopada 1996, tamże) – polski malarz, rysownik, scenograf, architekt wnętrz, żołnierz AK.

## Życiorys
Od września 1939 działał w konspiracji na terenie Łodzi. Od listopada 1940 do marca 1941 był uczestnikiem akcji wywiadowczej „Pałacyk” zorganizowanej przez Komórkę Wywiadowczą „Egzekutywa” Związku Odwetu Okręgu Łódzkiego. W latach 1941–1945 należał do komórki Wywiadowczo-Sabotażowej Komendy Okręgu AK Łódź. W 1941 zlecono mu naukę języka niemieckiego oraz kreślarstwa technicznego mechaniki, po czym skierowano go do pracy w zakładach mechaniki precyzyjnej „Osviu Baumgartel”, gdzie działał w komórce sabotażowej AK. W ramach swojej działalności przekazywał wywiadowi AK rysunki techniczne wyposażenia i produktów zakładów, produkujących oprzyrządowanie pomiarowe dla łodzi podwodnych i rakiet.
Odbył studia na Wydziale Prawa Uniwersytetu Łódzkiego (1946–1950) oraz ukończył plastykę przemysłową w Państwowej Wyższej Szkole Sztuk Plastycznych w Łodzi (1959). W 1952 rozpoczął pracę jako scenograf filmowy. W latach 1978–1980 wykładał w Państwowej Wyższej Szkoły Filmowej, Telewizyjnej i Teatralnej w Łodzi. Był wieloletnim członkiem ZAiKS, w latach 1984–1996 członkiem jego władz.
Został pochowany w części rzymskokatolickiej Starego Cmentarza w Łodzi.

## Działalność artystyczna
W związku z jego licznymi podróżami po świecie związanymi z pracą zawodową scenografa, był autorem licznych cykli, inspirowanych krajobrazami z całego świata. Był autorem cykli malarskich (akwareli) i rysunkowych: „Impresje kubańskie”, „Notatnik paryski”, „Moje impresje greckie” „Impresje sudańskie”, „Ziemia Opolska”, „Suwalszczyzna”, „Impresje łódzkie”, „Ziemia Szczecińska”, „Impresje afrykańskie”, „Pomniki architektury i przyrody Polski Zachodniej”, „Impresje z Fryzji”, „Dolna Saksonia”, „Impresje jasnogórskie”, a także malarstwo inspirowane wydarzeniami i postaciami historycznymi oraz religijnymi.
Prace artysty znajdują się w zbiorach m.in.: Muzeum Wojska Polskiego w Warszawie, Muzeum im. L. Wyczółkowskiego w Bydgoszczy, Muzeum w Oporowie, Bibliotece Uniwersytetu Łódzkiego, Muzeum Plastyki w Rydze, a także w zbiorach prywatnych w: Paryżu, Chicago, Kairze, Hawanie, Monachium oraz w Graz.

## Scenografia
Był autorem oprawy plastycznej kilkudziesięciu filmów, seriali i widowisk telewizyjnych, w tym m.in.:

- 1954: „Niedaleko Warszawy”
- 1955: „Godziny nadziei”
- 1955: „Podhale w ogniu”
- 1955: „Sprawa pilota Maresza”
- 1956: „Wraki”
- 1958: „Kalosze szczęścia”
- 1958: „Orzeł”
- 1960: „Kolorowe pończochy”
- 1960: „Szczęściarz Antoni”
- 1962: „I ty zostaniesz Indianinem”
- 1962: „Mój stary”
- 1962: „Wielka, większa i największa”
- 1963: „Ostatni kurs”
- 1963: „Ubranie prawie nowe”
- 1965: „Faraon”
- 1965: „Podziemny front”
- 1965: „Powrót doktora von Kniprode”
- 1966: „Czterej pancerni i pies”
- 1966: „Kochajmy syrenki”
- 1967: „Katarynka”
- 1967: „Mąż pod łóżkiem”
- 1967: „Komedie pomyłek”
- 1967: „Komedia z pomyłek”
- 1967: „Człowiek, który zdemoralizował Hadleyburg”
- 1967: „Pavoncello”
- 1967: „Pieczona gęś”
- 1967: „Pieśń triumfującej miłości”
- 1968: „Wszystko na sprzedaż”
- 1968: „Zmartwychwstanie Offlanda”
- 1969: „Jak zdobyć pieniądze, kobietę i sławę”
- 1969: „Piąta rano”
- 1969: „Sąsiedzi”
- 1970: „Pogoń za Adamem”
- 1970: „Rejs”
- 1971: „Kłopotliwy gość”
- 1972: „Motyle”
- 1973: „Gościnny występ”
- 1973: „W pustyni i w puszczy” (serial)
- 1973: „W pustyni i w puszczy” (film)
- 1973: „Znak”
- 1974: „Siedem stron świata”
- 1975: „Dostojeństwo rodzinnego domu”
- 1976: „Zanim nadejdzie dzień”
- 1977: „Znak orła”[6]

## Wystawy
- „Łódź odchodząca”, „Łódź – przedwiośnie 72–74", „Łódź – malarstwo I grafika”, lata 70. XX w.[4]
- „Impresje Łódzkie”, Teatr Wielki w Łodzi (1973)[8]
- „Oprawa plastyczna filmu „W pustyni I w puszczy” (1973)[3]
- „Ziemia Szczecińska – pomniki przyrody w akwarelach i grafice Wiesława Śniadeckiego”, Klub Międzynarodowej Prasy i Książki w Świnoujściu i Międzyzdrojach (1975, 1986)
- „Ziemia Szczecińska – pomniki przyrody w akwarelach i grafice Wiesława Śniadeckiego”, Muzeum w Stargardzie Szczecińskim (1976)
- „Ziemia Szczecińska – pomniki przyrody w akwarelach i grafice Wiesława Śniadeckiego”, Muzeum w Kamieniu Pomorskim (1978)[9]
- „Łódź – przedwiośnie 1981”, „Wybrzeże 1970”, „Łódź – strajk w Uniontexie”, wystawa podczas I Krajowego Zjazdu Solidarności, Gdańsk 1981[4]
- „Ziemia Szczecińska – pomniki przyrody w akwarelach i grafice Wiesława Śniadeckiego”, Galeria Południowa Biura Wystaw Artystycznych w Szczecinie (1985)
- „Ziemia Szczecińska – pomniki przyrody w akwarelach i grafice Wiesława Śniadeckiego” Biblioteka im. J. Kochanowskiego w Międzyzdrojach (1986)[9]
- Wystawa w Salonie Sztuki Współczesnej w Łodzi (1988)[10]
- „Impresje Jasnogórskie”, Muzeum Tradycji Niepodległościowych w Łodzi (1990)[4]
- „Lwów w grafice ze zbiorów Towarzystwa Miłośników Lwowa i Kresów Południowo-Wschodnich we Wrocławiu”, Klub Muzyki i Literatury we Wrocławiu (2015)[11]
- „Ziemia szczecińska – pomniki przyrody w akwarelach i grafice Wiesława Śniadeckiego”, Biblioteka im. Marii Skłodowskiej Curie w Policach (2020)[9]
- Wystawa prac w Pedagogicznej Bibliotece Wojewódzkiej im. Hugona Kołłątaja w Krakowie (2022)[12]

## Wyróżnienia
- Odznaka honorowa ZAiKS-u (1993)[13]